# Säästöpankkiryhmä
Le groupe des banques d'épargne (finnois : Säästöpankkiryhmä) est un groupe bancaire composé de 23 caisses d'épargne régionales et locales indépendantes en Finlande.

## Présentation
Le groupe comprend toutes les banques d'épargne finlandaises à l'exception de la banque Oma Säästöpankki.

## Banques du groupe
Le Groupe des caisses d'épargne comprend 23 banques au total.
- Aito Säästöpankki Oy
- Avain Säästöpankki
- Eurajoen Säästöpankki
- Helmi Säästöpankki Oy
- Huittisten Säästöpankki
- Koivulahden Säästöpankki
- Lammin Säästöpankki
- Liedon Säästöpankki
- Länsi-Uudenmaan Säästöpankki
- Mietoisten Säästöpankki
- Myrskylän Säästöpankki
- Nooa Säästöpankki Oy
- Närpiön Säästöpankki Oy
- Someron Säästöpankki
- Sysmän Säästöpankki
- Säästöpankki Kalanti-Pyhäranta
- Säästöpankki Optia
- Säästöpankki Sinetti
- Tammisaaren Säästöpankki
- Ylihärmän Säästöpankki